# Elvira Colonnese
Elvira Colonnese (Napoli, 9 settembre 1859 – Napoli, 10 giugno 1949) è stata una cantante lirica e insegnante di canto italiana.

## Biografia
Era originaria di Napoli, nipote di Luigi Colonnese, un baritono operistico.
La sua prima apparizione sulle scene avvenne nel 1880 a Napoli, quando cantò in Alpigianina al Conservatorio di San Sebastiano. Poco dopo, fece il suo debutto professionale con La sonnambula al Gran Teatre del Liceu di Barcellona. Nel 1882 fu una componente della Compagnia d'Opera Italiana a San Pietroburgo. Mantenne una carriera costante nell'opera per 25 anni, fino al 1905, cantando in Europa e in Sud America, con esibizioni regolari a Buenos Aires e Montevideo. Alcuni dei suoi ruoli furono Micaela in Carmen di Bizet, Elsa in Lohengrin di Richard Wagner, Desdemona in Otello e il ruolo principale in Aida di Verdi. Nel 1890, fece la performance inaugurale al Teatro Argentino de La Plata. Recitò entrambi i ruoli della regina Isabella e Iguamota nella première Cristoforo Colombo a Genova di Alberto Franchetti nel 1892, messa in scena per celebrare il 400º anniversario del viaggio di Colombo. Insieme a Elena Teodorini, entrambe stabilite a Buenos Aires, impartì lezioni di canto a giovani donne del posto, alcune delle quali fecero il loro debutto sulle scene di teatri rinomati.

## Vita personale
Elvira Colonnese è morta a Napoli nel 1949 all'età di 89 anni.

## Ruoli
- Caterina in I diamanti della corona di Daniel Auber (1885)[7]
- Amina in La sonnambula di Vincenzo Bellini (1880)[7]
- Norma in Norma di Vincenzo Bellini (1882)[7]
- Margherita in La dannazione di Faust di Hector Berlioz (1894)[1]
- Leila in I pescatori di perle di Georges Bizet (1886)[7]
- Micaela in Carmen di Georges Bizet (1885)[8]
- Carmen in Carmen di Georges Bizet (1894)[1]
- Elena in Mefistofele di Arrigo Boito (1892)[1]
- Linda in Linda di Chamounix di Gaetano Donizetti (1886)[1]
- Paolina in Poliuto di Gaetano Donizetti (1890)[1]
- Isabella d'Aragona/Iguamota in Cristoforo Colombo di Alberto Franchetti (1892)[1]
- Margherita in Faust di Charles Gounod (1889)[1]
- Eudossia in L'ebrea di Jacques Fromental Halévy (1886)[9]
- Pablo in Don Giovanni d'Austria di Filippo Marchetti (1885)[10]
- Santuzza in Cavalleria rusticana di Pietro Mascagni (1893)[1]
- Manon Lescaut in Manon di Jules Massenet (1898)[1]
- Isabella in Roberto il diavolo di Giacomo Meyerbeer (1882) [7]
- Alice in Roberto il diavolo di Giacomo Meyerbeer (1892)[1]
- Valentina in Gli ugonotti di Giacomo Meyerbeer (1894)[1]
- Berta in Il profeta di Giacomo Meyerbeer (1882) [7]
- Prascovia in La stella del Nord di Giacomo Meyerbeer (1883)[7]
- Inez in L'africana di Giacomo Meyerbeer (1881)[11]; Sélika nel1889
- Zerlina in Don Giovanni di Wolfgang Amadeus Mozart (1886)[12]
- Donna Elvira in Don Giovanni di Wolfgang Amadeus Mozart (1889)[1]
- Aldona in I Lituani di Amilcare Ponchielli (1889)[1]
- Gioconda in La Gioconda di Amilcare Ponchielli (1887)[7]
- Manon Lescaut in Manon Lescaut di Giacomo Puccini (1894)[1]
- Mimì in La bohème di Giacomo Puccini (1903)[1]
- Floria Tosca in Tosca di Giacomo Puccini (1904)[1]
- Jemmy in Guglielmo Tell di Gioachino Rossini (1883)[7]
- Gilda in Rigoletto di Giuseppe Verdi (1880) [7]
- Leonora in Il trovatore di Giuseppe Verdi (1889)[7]
- Violetta Valéry in La traviata di Giuseppe Verdi (1886)[7]
- Oscar in Un ballo in maschera di Giuseppe Verdi (1885)[13]
- Amelia in Un ballo in maschera di Giuseppe Verdi (1889)[1]
- Donna Leonora di Vargas in La forza del destino di Giuseppe Verdi (1889)[1]
- Aida in Aida di Giuseppe Verdi (1888)[1]
- Desdemona in Otello di Giuseppe Verdi (1887)[7]
- Elsa di Brabante in Lohengrin di Richard Wagner (1893)[1]